# Can Cartró (Subirats)
Can Cartró és una caseria del municipi de Subirats (Alt Penedès), situat a l'extrem nord-oest del municipi, al límit amb els termes d'Avinyonet del Penedès i de Santa Fe del Penedès, a 172 m d'altitud. És travessat per la carretera BV-2155, entre la riera de Santa Fe i el torrent dels Brivons. L'any 2023 tenia 184 habitants.

## Història
Es va originar a finals del segle XVIII a l'entorn de la masia de Can Cartró, que van construir Francisca Escudé Santacana i Pau Cartró Mestres. L'edifici, que continua dempeus just darrera l'església, va ser anomenat 'A Cartró', nom que va continuar designant el nucli que es va anar construint al seu voltant. A mitjans del segle XIX s'anomenava Cases d'en Cartró, i a inicis del segle xx, Cal Cartró o Can Cartró.
A finals del segle XIX es van crear unes zones de cases perifèriques a Can Cartró: el carrer Nou, sobre terres en possessió de Cal Costes, a l'altra banda del torrent dels Brivons; el carrer de Cal Pau Xic, al costat del camí cap a Puigdàlber, i el Corral del Mestre, més al nord. Aquestes ampliacions eren degudes a la lògica familiar de mantenir la integritat del patrimoni, nomenant un únic fill hereu per la terra i la casa, i els fills cabalers podien adquirir rabasses externes al nucli familiar original, creant una nova branca independent.
El Centre Cultural i Recreatiu, anomenat el Cafè pels veïns, es va construir el 1933, amb la implicació dels rabassaires, com a alternativa a la sala de ball de Cal Pepito, la Sala, que havia esdevingut lloc assidu dels simpatitzants dels grans propietaris.
La capella Sant Josep de Can Cartró es va construir el 1962. Fins aleshores les misses es celebraven a la parròquia de Lavern.

## Festa Major
La seva festa major està dedicada a Sant Josep i se celebra a principis de maig, amb cercavila folklòrica amb la participació de grups de cultura popular del municipi i també diables del municipi. Hi ha el Ball de les gitanes de Lavern i el Ball de Cintes i els Capgrossos de Can Cartró.
Can Cartró té un club de futbol, el Can Cartró CF i té una penya blaugrana.